# Harborne
Harborne är en stadsdel i Birmingham, i distriktet Birmingham, i grevskapet West Midlands, i England. Ward hade 23 002 invånare år 2021. Harborne var en civil parish fram till 1912 när blev den en del av Birmingham. Civil parish hade 13 902 invånare år 1911. Byn nämndes i Domedagsboken (Domesday Book) år 1086, och kallades då Horeborne.